# Лобудзиці (Здунськовольський повіт)
Лобудзиці (пол. Łobudzice) — село в Польщі, у гміні Шадек Здунськовольського повіту Лодзинського воєводства. Населення — 120 осіб (2011).
У 1975—1998 роках село належало до Серадзького воєводства.
До Другої світової війни Лобудзіце населяли німці, які покинули село після закінчення війни. На колишньому євангелічному кладовищі поховані шість німецьких солдатів, згаданих поіменно, і четверо невідомих, які загинули в жовтні та листопаді 1914 року.

## Демографія
Демографічна структура станом на 31 березня 2011 року:
|          | Загалом | Допрацездатний вік | Працездатний вік | Постпрацездатний вік |
| -------- | ------- | ------------------ | ---------------- | -------------------- |
| Чоловіки | 59      | 11                 | 39               | 9                    |
| Жінки    | 61      | 12                 | 32               | 17                   |
| Разом    | 120     | 23                 | 71               | 26                   |